# Ahmad Deeb
Ahmad Deeb (tiếng Ả Rập: أحمد ديب) (sinh ngày 8 tháng 5 năm 1987 ở Latakia) là một cầu thủ bóng đá người Syria, hiện tại anh thi đấu cho Al-Salmiya ở Giải bóng đá ngoại hạng Kuwait.

## Sự nghiệp quốc tế
Ahmad Deeb có 1 lần ra sân cho Đội tuyển bóng đá quốc gia Syria ở vòng loại Giải vô địch bóng đá thế giới 2010.